# Las Enillas
Las Enillas es una localidad española perteneciente al municipio de Pereruela, en la provincia de Zamora, y la comunidad autónoma de Castilla y León. Tiene una población según el censo, en 2024, de 7 habitantes.
Se trata de una localidad eminentemente agrícola, acurrucada bajo la peña conocida como el Salto de la Vieja. Se encuentra situada a medio camino de los granitos sayagueses y las tierras arcillosas de Tierra del Vino.

## Geografía
Su término pertenece a la histórica y tradicional comarca de Sayago. Junto con las localidades de Arcillo, La Cernecina, Malillos, Pueblica de Campeán, San Román de los Infantes, Sobradillo de Palomares, Pereruela, Sogo y La Tuda, conforma el municipio de Pereruela.

## Historia
Junto a la localidad se eleva El Castillo, promontorio rocoso formado por gneises similares en tiempo y formación a los de Villadepera (Orogenia Panafricana), cementados por opalización. En la meseta que lo corona, algunos ancianos dicen haber encontrado restos de cerámica y la toponimia indica que es posible que fuera un castro, aunque de dimensiones mínimas.
En la Edad Media, Las Enillas quedó integrado en el Reino de León, época en que habría sido repoblado por sus monarcas en el contexto de las repoblaciones llevadas a cabo en Sayago, datando su primera referencia escrita del siglo XIII.
Posteriormente, en la Edad Moderna, Las Enillas estuvo integrado en el partido de Sayago de la provincia de Zamora, tal y como reflejaba en 1773 Tomás López en Mapa de la Provincia de Zamora.
Así, al reestructurarse las provincias y crearse las actuales en 1833, la localidad se mantuvo en la provincia zamorana, dentro de la Región Leonesa, integrándose en 1834 en el partido judicial de Bermillo de Sayago, dependencia que se prolongó hasta 1983, cuando fue suprimido el mismo e integrado en el Partido Judicial de Zamora.

## Patrimonio
Entre su caserío, destaca la iglesia parroquial con su sólida apariencia, a pesar de la peculiar inclinación de su campanario. Conserva en su interior una talla de la Virgen del Rosario del siglo XVI. 
El vecindario, en su mayoría, ha respetado la construcción tradicional. En general, sus casas aún presentan la estructura y elementos tradicionales de la casa sayaguesa, con sus suelos de lanchas de piedra, la prezacasa y la cocina con chimenea de campana. El recorrido por sus calles, el paseo por entre sus cortinas y arboledas permitirán al visitante llegar a olvidar el tiempo. 

## Paisaje
Junto a la iglesia se eleva El Castillo, promontorio rocoso formado por gneises. En la meseta que lo corona, dicen que se encontraron restos de cerámica, siendo por tanto uno de los posibles castros de la tierra de Sayago, aunque de pequeñas dimensiones. También se dice que pudo ser un palomar, desmontado en la guerra civil española de 1936-39. El peñón está partido en dos mitades por un arroyo encajado en un profundo cañón. También se le conoce con el nombre de El Salto de la Vieja, siendo sus paredes verticales el objeto de prácticas deportivas de alpinistas. Existen otros puntos de interés como el Cotorino, el cabozo de la Paya, las fuentes de piedra, etc.